# Archaeophlebia
Archaeophlebia is een geslacht van libellen (Odonata) uit de familie van de korenbouten (Libellulidae).

## Soorten
Archaeophlebia omvat 1 soort:
- Archaeophlebia martini (Selys, 1896)